# Centre d'Estudis Demogràfics
El Centre d'Estudis Demogràfics (CED) és una institució que va ser creada per la Generalitat de Catalunya i la Universitat Autònoma de Barcelona el 10 de febrer de 1984. S'ocupa de la investigació i la formació d’especialistes en demografia. Des de 1985 actua com un consorci, amb entitat jurídica pròpia, i està ubicat a Bellaterra, al Campus de la Universitat Autònoma de Barcelona.

## Objectius
Entre els objectius del CED es troben la investigació, la formació, la difusió i transferència dels estudis demogràfics i de la població en l'àmbit europeu i internacional, ocupant-se, especialment, del context català i del espanyol. La recerca bàsica i aplicada, la formació i la docència amb la programació de cursos específics, la difusió amb publicacions pròpies i alienes, l'organització i participació en actes públics, i l'establiment de relacions amb altres institucions relacionades, es troben entre les seves finalitats més destacades. La demografia de Catalunya és un dels seus punts d'interès principals, ocupant-se del seguiment sistemàtic de les pautes i tendències de la població catalana, però, també ho són la població d'Espanya i Europa.

## Organització i xarxes de relació
La recerca del CED es troba organitzada diverses temàtiques: Demografia Històrica; Fecunditat i Famílies; Educació i Treball; Salut i Envelliment; Migracions internes, Mobilitat i Habitatge; i Migracions Internacionals. En la seva vessant de demografia aplicada, el CED destaca per l'elaboració de projeccions de població i estudis sociodemogràfics.
En l'àmbit de la docència, a més de cursos específics de formació en demografia, el CED imparteix, conjuntament amb el Departament de Geografia de la UAB, formació de postgrau de primer nivell en demografia: el Màster Oficial en Estudis Territorials i de la Població-Demografia i el programa de Doctorat en Demografia.
El CED forma part del sistema CERCA, format pels Centres de Recerca de Catalunya, de l'Associació Catalana d'Entitats de Recerca (ACER) i de la xarxa “Population Europe”, que aglutina els centres de recerca en demografía més rellevants d’Europa.
El CED també és membre de l’"European Doctoral School of Demography" (EDSD), havent estat la seva seu durant els cursos acadèmics 2011-12 i 2012-13. Posteriorment n'ha estat la seu en les 4 darreres edicions 2019-2023.

## Serveis
El CED és la seu de l'Integrated European Census Microdata, una base de microdades censals harmonitzades d’abast europeu en col·laboració amb la Universitat de Minnesota. Disposa d'un banc de dades demogràfiques d’Espanya i Catalunya (les dades es remunten a 1497). També disposa d’una biblioteca especialitzada i un centre de documentació, els quals posen a l'abast de la comunitat científica i universitària estadístiques de població catalanes i espanyoles des de 1787 i bibliografia sobre demografia catalana, espanyola, europea i internacional.
Entre les seves publicacions es troba, des de 1984, la col·lecció de “Papers de Demografia”, en format working paper, dels quals s'han editat, fins a 2015, 450 números. Des de gener de 2016 s'edita el butlletí científic “Perspectives Demogràfiques”, una publicació científica, de periodicitat trimestral, pensada per apropar de forma didàctica els aspectes més rellevants de la demografia a un públic ampli.
Posa a disposició de la comunitat científica i del públic en general la plataforma de visualització de dades sòcio-demogràfiques Explorador Social https://exploradorsocial.es

## Direcció
Des de la creació del CED, el 1984 i fins al 22 d'octubre de 2008, Jordi Nadal i Oller ha estat el president del consell de govern de la institució, data en què fou substituït pel rector de la UAB Lluís Ferrer Caubet i posteriorment per Ferran Sancho i Pifarré. Des d'aquest moment el Consell de govern ha estat presidit pels successius rectors o rectores de la UAB. Des de gener de 2015, Albert Esteve Palós és el director del CED substituint a Anna Cabré i Pla que havia ostentat el càrrec de directora des de 1984 fins a 2014, any en què es va jubilar. Actualment Anna Cabré n'és Directora Honorària. Des de novembre de 1997, Andreu Domingo i Valls ocupa el càrrec de sotsdirector i Hermínia Pujol i Estragués el càrrec de gerent.

## Reconeixements i premis
- El 26 de febrer de 2016 rep el reconeixement “HR Excellence in Research”, de la Comissió Europea.[18] Acreditació renovada el 4 d'octubre de 2022.
- El juliol de 2015 li fou atorgada la Placa Narcís Monturiol al mèrit científic i tecnològic.[19][20]